# La Bertrana (les Preses)
La Bertrana és un edifici del municipi de les Preses (Garrotxa) inclosa en l'Inventari del Patrimoni Arquitectònic de Catalunya.

## Descripció
Es tracta d'un edifici civil de forma allargada i teulada a dues vessants, situat al centre del poble, al c/ Major, dins el nucli urbà. El material de construcció és pobre. A la façana es troba un portal dovellat al qual s'accedeix per unes escales simètriques a cada cantó, de pedra treballada. Hi ha dues finestres de pedra treballada i en una llinda apareix la data de 1630.
L'edifici és totalment simètric fora d'un afegit al cantó esquerre de la façana.

## Història
El mas Bertran fou ocupat en el segle xvi per un occità immigrant anomenat Bertran de la Borda. Aquesta construcció per als senyors de La Mata s'escau just al costat de l'antic camí ral de la Vall i que unia antigament Girona i Olot.
Poc abans de la gran pesta que assolà la comarca d'Olot l'any 1650, la casa fou ampliada.